# トリス(2-アミノエチル)アミン
トリス(2-アミノエチル)アミン [Tris(2-aminoethyl)amine] は、化学式 N(CH2CH2NH2)3 で表される有機化合物である。
1つの第三級アミン中心に3つの第一級アミン鎖がぶらさがった構造をもち、塩基性が非常に強い無色の水溶性液体である。trenまたはTRENと略記される。ポリイミン網状構造の合成における架橋剤であり、配位化学における三脚型配位子である。 
TrenはC3対称性を持つ四座配位子であり、遷移金属、特に酸化数が2+および3+の金属イオンと安定したキレート錯体を形成する。Trenの接続性は限られており、Tren錯体の異性体は比較的少数である。実際、[Co(tren)X2]+には立体異性体がなく、アキラルな単一の構造をとる。ここに、Xはハロゲン化物イオンまたは疑似ハロゲン化物を表す。対照的に、trenをトリエチレンテトラミン(trien)に置換した錯体[Co(trien)X2]+の場合、5つのジアステレオマーが存在し、そのうち4つはキラルである。Trenが三座配位子として機能し、第一級アミノ基の1つが配位しない場合もある。 
Trenは、より一般的に用いられるトリエチレンテトラミンに不純物として混入することが多い。 
Trenを、三官能性アミンとしてCOCl2で誘導体化すると、トリイソシアネートを形成する。これは、アルデヒドと縮合してイミンを与える。

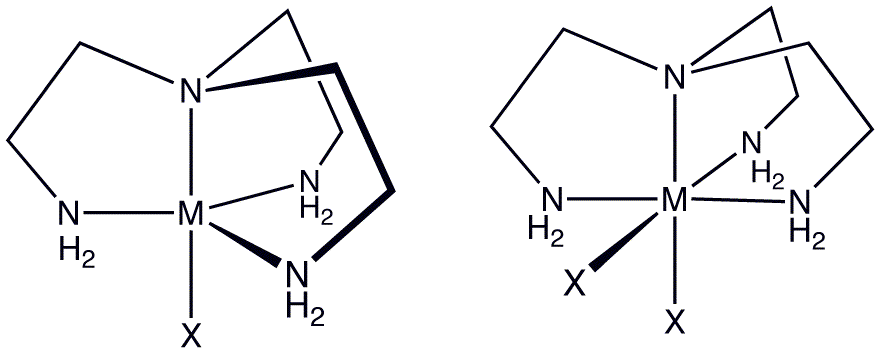
化学式 M(Tren)X (左、C_{3v}対称)とM(tren)X_{2} (右、C_{s}対称) を持つ錯体。それぞれ三方両錐構造および八面体構造を有する。

## Nメチル化誘導体
Trenの完全メチル化誘導体 (permethylated derivative) は、化学式 N(CH2CH2NMe2)3 を持つ。"Me6tren"はさまざまな錯体を形成するが、Trenとは異なり、コバルト(III)を安定化しない。関連するN(CH2CH2PPh2)3 (m.p. 101-102 °C)　のようなアミノ-トリホスフィン類も良く開発されている。この化合物はナイトロジェンマスタード (N(CH2CH2Cl)3)から調製される。
N,N,N-トリメチルtren, N(CH2CH2NHMe)3 も得られる。

## 危険性
他のポリアミンと同様に腐食性がある。皮膚への重度の化学熱傷、眼の損傷、吸入による呼吸器損傷、経皮および経口毒性などの危険性がある。半数致死量は経口 (ラット) で246 mg/kg、経皮 (ウサギ) で117 mg/kg。可燃性。  